# Franco Coppola
Franco Coppola (Maglie, Provincia de Lecce, Italia, 31 de marzo de 1957) es un arzobispo católico italiano.

## Biografía

### Formación
Es doctor en Derecho Canónico.

### Sacerdocio
Fue ordenado sacerdote el 12 de septiembre de 1981 e incardinado en la arquidiócesis de Otranto, en Italia.

#### Diplomacia
El 1 de julio de 1993 entró al servicio diplomático de la Santa Sede.
Desde entonces, ha trabajado para la Santa Sede en las representaciones pontificias en el Líbano, Burundi, Colombia, Polonia y en la Sección para las Relaciones con los Estados de la Secretaría de Estado de la Santa Sede.

### Episcopado
El 16 de julio de 2009 fue nombrado arzobispo titular de Vinda (Túnez), y nuncio apostólico en Burundi por el papa Benedicto XVI y el 13 de enero de 2014 nuncio apostólico en la República Centroafricana y a la vez nuncio apostólico en el Chad el 2 de abril de 2014.
El 9 de julio de 2016 fue nombrado por el papa Francisco como nuncio apostólico en México. Presentó sus cartas credenciales al presidente Enrique Peña Nieto  el 14 de octubre de 2016.
A finales de 2021 fue nombrado nuncio apostólico en Bélgica y Luxemburgo.